# Henricão
Henrique dos Santos, genannt Henricão (* 30. August 1933 in Rio de Janeiro; † 16. Juli 2023 ebenda), war ein brasilianischer Fußballspieler. Er wurde als Abwehrspieler eingesetzt und erreichte mit dem EC Bahia die erste nationale Meisterschaft, welche aber erst 2010 anerkannt wurde.
Henrique dos Santos wurde in Cachambi in der Nordzone von Rio in der Nähe von Meier geboren und verbrachte seine Zeit als junger Mann als Nickelhersteller in der Werkstatt eines Onkels in Maria da Graça, einem Viertel in der Nähe der Gemeinde von Jacarezinho und als Spieler Columbus, Amateur-Fußballmannschaft. Unter der Führung seines Freundes Batista wurde er 1955 Profi beim AA Portuguesa (RJ) und bereits im folgenden Jahr wurde er zur Entdeckung der Staatsmeisterschaft von Rio de Janeiro ernannt.

## Karriere

### Verein
Henricão begann seine Laufbahn 1955 bei AA Portuguesa (RJ) in seiner Heimatstadt. 1956 wechselte er zum EC Bahia nach Salvador. Seinen ersten Einsatz für Bahia bekam Henricão 30. Januar 1957 in einem Freundschaftsspiel gegen den argentinischen Klub Rosario Central (3:0). Aufgrund seiner Körperlänge und dunklen Hautfarbe erhielt Henricão von einem Radiosender den Spitznamen Generoso, o Gigante de Ébano (schwarzer Gigant). Obwohl er schlaksig war, galt Henrique im Luftkampf fast unschlagbar und sehr gut im Zweikampf am Boden. Loyal, diszipliniert, benutzte er seine körperliche Größe niemals, um Gegner einzuschüchtern. Er war kein besonderer Techniker und verletzte sich selten.
Mit Bahia konnte Henricão 1958 die Staatsmeisterschaft von Bahia gewinnen. Mit dem Sieg qualifizierte sich der Klub für die erste Ausgabe der Taça Brasil. In dem Wettbewerb 1959 erreichte Bahia die Finalspiele, wo es auf eine zu der Zeit besten Mannschaften, den FC Santos mit dem Weltklassespieler Pelé traf. Im Hinspiel bei Santos am 10. Dezember gelang Bahia ein 2:3–Sieg. Das Rückspiel bei Bahia am 30. Dezember konnte Santos mit 0:2 für sich entscheiden. Somit musste die Entscheidung in einem dritten Spiel herbeigeführt werden. Santos hatte aber zu Jahresbeginn 1960 eine Europareise organisiert, so dass das Spiel erst Ende März ausgetragen werden konnte. Es fand am 29. März 1960 auf neutralen Platz im Maracanã (Rio de Janeiro) statt. Auch wenn Santos ohne Pelé antreten musste, galt die Auswahl als hervorragend besetzt und Coutinho konnte in der 27. Minute Bahias Torwart Nadinho bezwingen. Danach war Santos nicht mehr erfolgreich. Dafür allerdings Bahia mit Vicente (37.), Léo Briglia (46.) und Alencar (76.). Durch das 3:1 gewann die erste brasilianische Meisterschaft. Henricão stand in allen Finalspielen auf dem Platz, insgesamt im Zuge der Meisterschaft bei neun von 14 möglichen Spielen.
Der Sieg in der Meisterschaft qualifizierte den Klub zur Teilnahme an der Copa Campeones de América 1960. Hier traf der Klub auf den Club Atlético San Lorenzo de Almagro. Henricão kam in beiden Spielen zum Einsatz, konnte aber die Niederlage nicht verhindern (0:3). Vom 21. Januar bis 4. November 1962 gelang ihm mit Bahia das Kunststück wettbewerbsübergreifend in 51 Spielen ungeschlagen zu bleiben. Bahia erreichte die Copa Campeones de América 1964 als Zweitplatzierter aus der Taça Brasil 1963. In der Qualifikationsrunde gegen Deportivo Italia kam es ohne ihn im Hinspiel zu einem 0:0. Bei der 1:2–Niederlage im Rückspiel war Henricão von Beginn an dabei. 1967 beendete er seine aktive Laufbahn in Salvador. Bis dahin soll Henrique 405 Spiele bestritten haben.

### Nationalmannschaft
1957 nahm Henricão an zwei Spielen Brasiliens im Rahmen der Taça Bernardo O’Higgins teil. Dieses war ein Freundschaftsturnier zwischen den Mannschaften Brasiliens und Chiles. Es wurde zwischen 1955 und 1966 fünfmal ausgetragen. Der Sieger wurde bei jeder Veranstaltung ermittelt, die im selben Land stattfanden. Die Spiele fanden am 15. und 18. September statt. Im Hinspiel wurde Henricão eingewechselt (0:1). Im Rückspiel stand er in der Startelf (1:1).
Das Besondere an dieser Nationalmannschaft war, dass alle Spieler aus Klubs von Salvador und Feira de Santana kamen. Deshalb wird die Auswahl in Bahia auch als Seleção Baiana, Nationalmannschaft von Bahia, bezeichnet.

## Trivia
Nach seiner aktiven Laufbahn erlitt Henricão bei der Arbeit in einer Fabrik einen Unfall, welcher eine Teilamputation seines linken Beines zur Folge hatte.
Er sagte, dass es unter den Spielern seiner Zeit üblich war, montags ein Gelage zu haben. „Wir hatten sogar ein Passwort – heute wird es ein Treffen geben – um die Party zu bestätigen“, enthüllte Henricão und zitierte Treffen in Bars in Graça oder Campo Grande und in Strandhütten in Itapuã, „mit Blick auf das Meer und mit Krabben als – Geschmack“. Ihm zufolge gab es keine Einschränkungen. An diesen entspannten Begegnungen nahmen Spieler der unterschiedlichsten Klubs teil. „Am Sonntag im Estádio Fonte Nova hat jeder sein Trikot verteidigt, wir waren Gegner. Nach dem Wettkampf haben wir sie bereits begrüßt, auf dem Weg durch den Tunnel haben wir ein Treffen für den nächsten Tag vereinbart“, betonte er und rechtfertigte die Freundschaft der Spieler von Bahia mit Athleten von EC Vitória, EC Ypiranga, Galícia EC, Botafogo SC und Fluminense de Feira FC, weil viele von ihnen zusammen in der Nationalmannschaft von Bahia spielen, die häufig Freundschaftsspiele bestritt.
Er bildete ein defensives Duo mit zahlreichen Spielern unterschiedlichster Stilrichtungen, wie Bacamarte, dem legendären Juvenal Amarijo, Vicente Arenari, Pinheiro, Russo, Gonzaga, Ivan, Pepeu, Hílton, Thiago, Dario und sogar mit dem damals jungen vielversprechenden Roberto Rebouças. Er äußerte sich nicht zu der Leistung eines von ihnen, sagte aber, dass Vicente von all seinen Gefährten derjenige war, mit dem er sich am besten verstand. „Wir spielten für die Musik“, erklärte er und versicherte, dass, wenn einer sich einer in den Angriff einschaltete, blieb der andere zurück.
Pelé und Coutinho waren neben Garrincha nach Meinung von Henricão die am schwierigsten zu deckenden Angreifer.
Neben Carlos Henrique hat Henricão drei weitere Kinder, die aus einer anderen Beziehung hervorgegangen sind: Henrique Luiz und Humberto Luiz, die in Salvador leben, und Maria Helena in São Paulo.
Er aß gerne Süßes sowie Fleisch mit Bohnen und liebte die Musik von Jamelão.
Henrique dos Santos starb im Juli 2023 im Alter von 89 Jahren.

## Erfolge
Bahia
- Staatsmeisterschaft von Bahia: 1958, 1959, 1960, 1961, 1962
- Campeonato Brasileiro de Futebol: 1959